# Skiff (zeilboot)
Een skiff is een type zeilboot dat erg smal is om de weerstand van het water (en in mindere mate luchtweerstand) zo min mogelijk te houden. Een bekend ontwerper van Skiff-zeilboten is Julian Bethwaite. Het bedrijf achter deze Australiër heeft voor enkele revolutionaire ontwerpen gezorgd, zoals de 18ft skiff, de 49er (olympische klasse), de 29er en nog een aantal andere.
Er zijn ook types surfplanken die men skiffs noemt. Deze worden tijdens het kitesurfen gebruikt om minimale weerstand te bereiken bij hoge snelheden.